# إيفان أرمسترونغ (لاعب هوكي الحقل)
إيفان أرمسترونغ (بالإنجليزية: Ivan Armstrong)‏ هو لاعب هوكي الحقل نيوزيلندي، ولد في 6 أبريل 1928 في كرايستشرش في نيوزيلندا، وتوفي في 10 أكتوبر 2014 في أوكلاند في نيوزيلندا.

## وصلات خارجية
- إيفان أرمسترونغ على موقع اللجنة الأولمبية الدولية (الإنجليزية)
- إيفان أرمسترونغ على موقع أوليمبيديا (الإنجليزية)
- إيفان أرمسترونغ على موقع اللجنة الأولمبية النيوزيلندية (الإنجليزية)